# نهر جولوك
نهر جولوك (بالتايلندية: แม่น้ำโก-ลก)‏، (بالملايوية: Sungai Golok)‏ هو نهر يقع على الحدود بين ماليزيا وتايلاند. يمتد فقط عن طريق جسر الصداقة الماليزي التايلاندي. اسم النهر في لغة ملايو هو جولوك، ويعني «نهر المنجل».
يقع النهر على حدود ولاية كلنتن ومقاطعة ناراثيوات التايلاندية. ويتدفق النهر إلى خليج تايلاند بمقاطعة ناراثيوات. حدث فيضان كبير بشكل غير عادي في 21 ديسمبر 2009، مما تسبب في إخلاء أجزاء من كلنتن.
طوله 103 كيلومتر (64 ميل)، وكانت المنطقة التي يمر بها النهر، وخاصة سوكرين، منجم ذهب مزدهرًا منذ فترة ما قبل الحرب العالمية الثانية. على الرغم من أنها ليست مأهولة اليوم كما كانت من قبل، إلا أن مهنة التنقيب عن الذهب لا تزال مستمرة هناك. يستخدم القرويون حكمتهم في تجريف الذهب كمصدر إضافي للدخل.